# MERA-80
MERA-80 – system mikrokomputerowy przeznaczony do budowy systemów czasu rzeczywistego i kontrolno-pomiarowych.
System produkowany był w Zakładzie doświadczalnym MERASTER w Zabrzu na podstawie opracowania stworzonego w Instytucie Systemów Sterowania w Katowicach.
Jednostka centralna była budowana w oparciu o procesor zgodny z procesorem 8080. System budowany był w formie modułowej (kaset) w standardzie IEC-297 (19"), w których pomieścić można do 24 pakietów. System budowany był w oparciu o następujące pakiety (część z nich była opcjonalna, zależnie od potrzeb):
- pakiet jednostki centralnej (procesora)
- pakiet komunikacji z urządzeniami zewnętrznymi (np. drukarki: DZM 180, czytnikiem/perforatorem taśmy papierowej, pamięci kasetowej)
- sterownik dysków: PLx45D (o max. pojemności 1,8 MB)
- pakiety pamięci RAM (pamięć RAM w systemie tym była podtrzymywana bateryjnie)
- pakiety pamięci EPROM
- pakiety cyfrowych wejść statycznych i licznikowych oraz cyfrowych wyjść
- pakiety specjalizowane: układu przerwań, łącz z urządzeniami zewnętrznymi – przemysłowymi, kontrolno-pomiarowymi i innymi, programatora EPROM,  pulpitów sterowania itp.

Standardowe oprogramowanie:
- monitor (prosty system nadzorujący pracę)
- makroasembler
- edytor tekstów
- interpreter specjalnej wersji języka BASIC (MacroBasic)

Rozszerzone oprogramowanie
- system operacyjny Bosman
- język Logel